# Důl Bingham Canyon
Důl Bingham Canyon (anglicky Bingham Canyon Mine, místně nazývaný dosud též Kennecott Copper Mine) je jedním z největších povrchových dolů na těžbu mědi na světě. Důl se nachází v okrese Salt Lake County v americkém státě Utah, asi 30 km směrem na jihozápad od centra Salt Lake City. Od roku 1966 je důl Bingham Canyon Mine zapsán na federálním seznamu historických pamětihodností Spojených států (National Register of Historic Places).

## Geografie
Důl leží se v pohoří Oquirrh v nadmořské výšce cca 1450 metrů necelých 11 km vzdušnou čarou směrem na západ od Herrimanu (na silnici UT85 v jižní části příměstské aglomerace metropole Utahu Salt Lake City). Místo těžby se nachází zhruba uprostřed horského hřebene Oquirrh, protaženého od břehů Velkého Solného jezera na severu prakticky přímo na jih v délce zhruba 50 kilometrů. Hlavní hřeben pohoří s nejbližšími vrcholy Clipper Peak (2805 m n. m.), West Mountain (2733 m n. m.), Markham Peak (2641 m n. m.) a Freeman Peak (2623) je od povrchového dolu vzdálen jen asi 3 - 3,5 km směrem na západ.

## Historie

### Osídlení Binghamova kaňonu
Bingham Canyon (Binghamův kaňon) nebyl trvale obydlený až do první poloviny 19. století. Prvními osadníky, kteří sem přišli v roce 1848, byli mormoni - bratři Thomas a Sanford Binghamovi, které sem vyslal nejvyšší představitel Církve Ježíše Krista Svatých posledních dnů Brigham Young. Bratři Binghamovi se zabývali chovem skotu, zpracováním dřeva a také hledáním vhodných surovin a rud. Těžba nerostů však neměla v mormonské církvi podporu, jejíž představitelé měli mj. obavy, že by na toto území přivedla množství lidí jiného vyznání a zároveň by odvedla obyvatelstvo od práce v zemědělství.

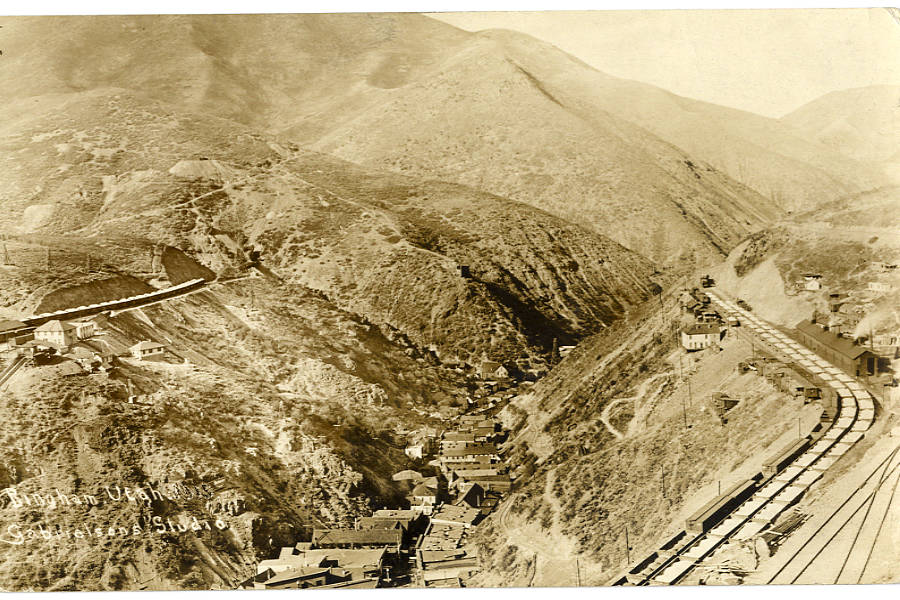
Historický snímek Binghamova kaňonu z roku 1914

V druhé polovině 19. století prováděli průzkum rudních ložisek v Binghamově kaňonu vojáci z posádky ve Fort Douglasu v Salt Lake City pod velením generála Patricka Connora. Bylo zde nalezeno zlato, stříbro a měď a pod dohledem generála Connora byl ustaven v oblasti pohoří Oquirrh West Mountain Mining District. 
Ke konci 19. století pokračoval příliv těžařů a zlatokopů do Binghamova kaňonu. Jednalo se o etnicky nejpestřejší společnost v celém Utahu, dle záznamů z roku 1912 se ukázalo, že 65% lidí, působících v této oblasti, nebylo rodilými Američany. Ve 20. letech 20. století v různých částech kaňonu žily skupiny lidí původem ze Švédska, Norska, Itálie, Irska, Řecka, Německa, Rakouska, Francie, Finska, Britských ostrovů i příslušníci slovanských národů ze zemí střední a jižní Evropy, celkem více než 15 000 osob.

### Těžba mědi
První povrchový důl, nazvaný Highland Boy Mine, v němž se těžila měď, zlato a stříbro, byl v Binghamově kaňonu otevřen v roce 1897. V roce 1903 vznikla těžební společnost Utah Copper Company, která se o tři roky později sloučila se společností Kennecott Utah Copper Corporation. V roce 1926 nechalo vedení důlní společnosti Utah Copper Company, respektive Kennecott Copper Corporation, postavit v ústí Binghamova kaňonu město Copperton jako hlavní sídlo správy dolů a vedoucích pracovníků. Během následujících let, tak jak postupovala těžba, postupně zanikaly pozůstatky sídel někdejších osadníků Binghamova kaňonu. Těžba byla dočasně zastavena v roce 1985, kdy společnost Kennecott Utah Copper Corporation dala přednost těžbě nově objeveného ložiska zlata v nedalekém Barneyově kaňonu (Barney's Canyon). Důl poté dvakrát změnil majitele a v roce 1989 jej získala společnost Rio Tinto Group, která se postarala nejen o obnovení provozu, ale i o jeho další rozvoj. Důl, který je druhým největším povrchovým dolem na těžbu mědi na světě, produkuje každoročně kolem 275 000 tun mědi, což pokrývá asi čtvrtinu roční spotřeby mědi ve Spojených státech. Dalšími důležitými produkty jsou zlato, stříbro a zejména molybden, jehož produkce začala majitelům dolu kvůli stoupajícím cenám této suroviny přinášet větší zisky, než těžba mědi. V oblasti Bingham Canyon byla rovněž těžena rtuť a arzén. V dole je nepřetržitý provoz. Na počátku roku 2016 zde pracovalo cca 1850 zaměstnanců, avšak připravovalo se propuštění asi 200 z nich kvůli poklesu ceny mědi na světových trzích. 

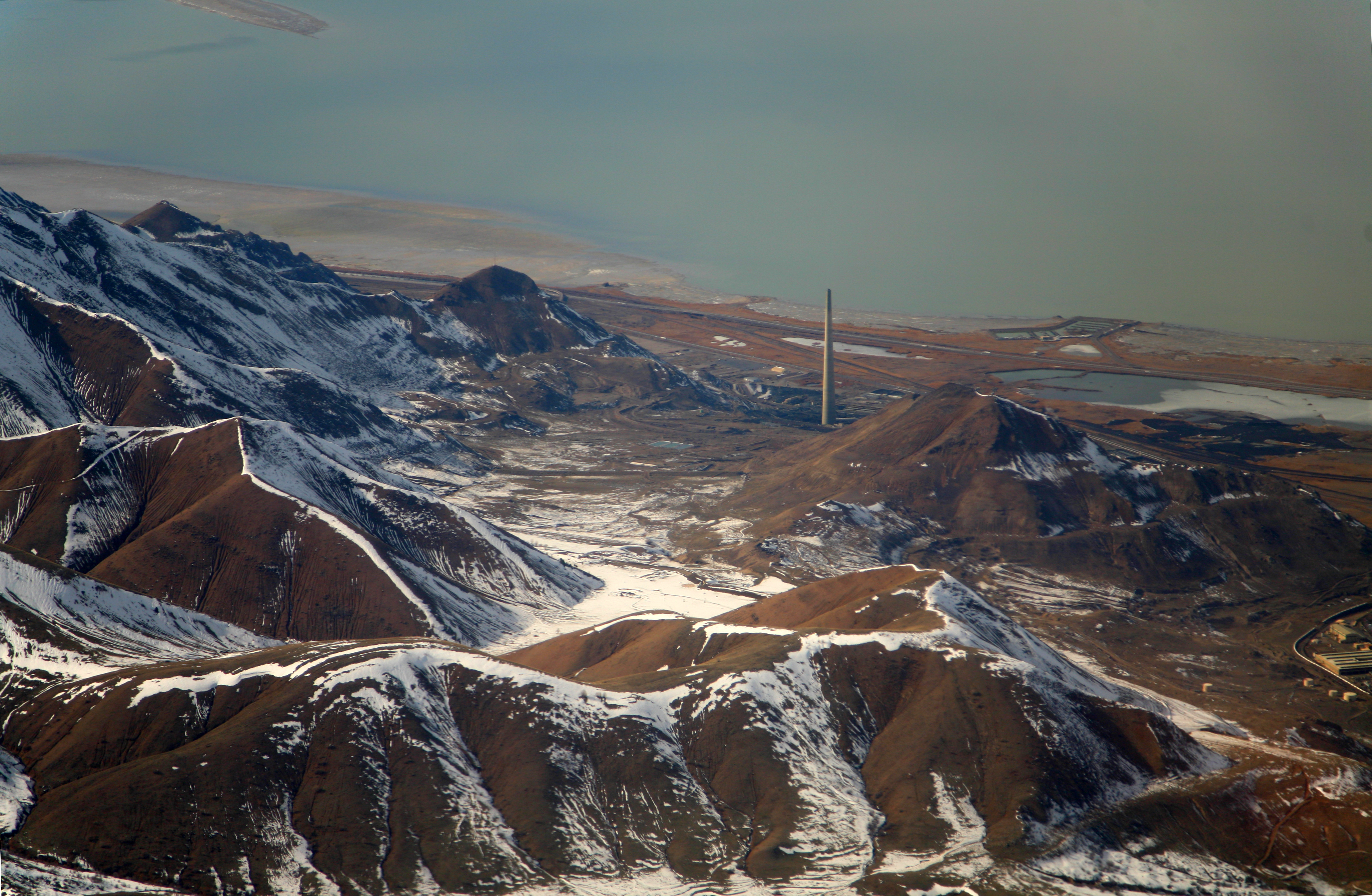
Letecký snímek severního výběžku pohoří Oquirrh, pobřeží Velkého Solného jezera a komína hutí Kennecott Garfield Smelter

## Zpracování rudy a životní prostředí
Již v roce 1904 byly v údolí Salt Lake (Salt Lake Valey) tři hutě na zpracování mědi, přičemž docházelo k poškozování zemědělských plodin na okolních pozemcích zplodinami (zejména oxidem siřičitým), produkovanými těmito hutěmi. Federální soud v roce 1906 přikázal majitelům hutí omezit produkci plynů s obsahem síry.
Za dobu existence dolu se staly četné havárie, spojené s úniky chemikálií, ohrožujícími životní prostředí. V roce 2013 došlo v dole k dvěma velkým sesuvům; událost, která se stala 10. dubna 2013, byla největším sesuvem nevulkanického původu v dějinách Severní Ameriky. 
Rudní koncentrát je získáván flotací a dopravován do 27 km vzdálených hutí. Vytěžená ruda se zpracovává poblíž Magny na severu pohoří Oquirrh v hutích Kennecott Garfield Smelter. Charakteristickou součástí tohoto hutního provozu je obří, 370 metrů vysoký a u základny 54 metrů široký komín, který zde byl postaven v roce 1976. Tento komín je čtvrtou nejvyšší stavbou svého druhu na světě - primát patří komínu elektrárny v kazachstánském Ekibastuzi (419,7 m), po němž následují komíny v kanadském Sudbury a v Homer City v Pensylvánii.